# 垃圾站

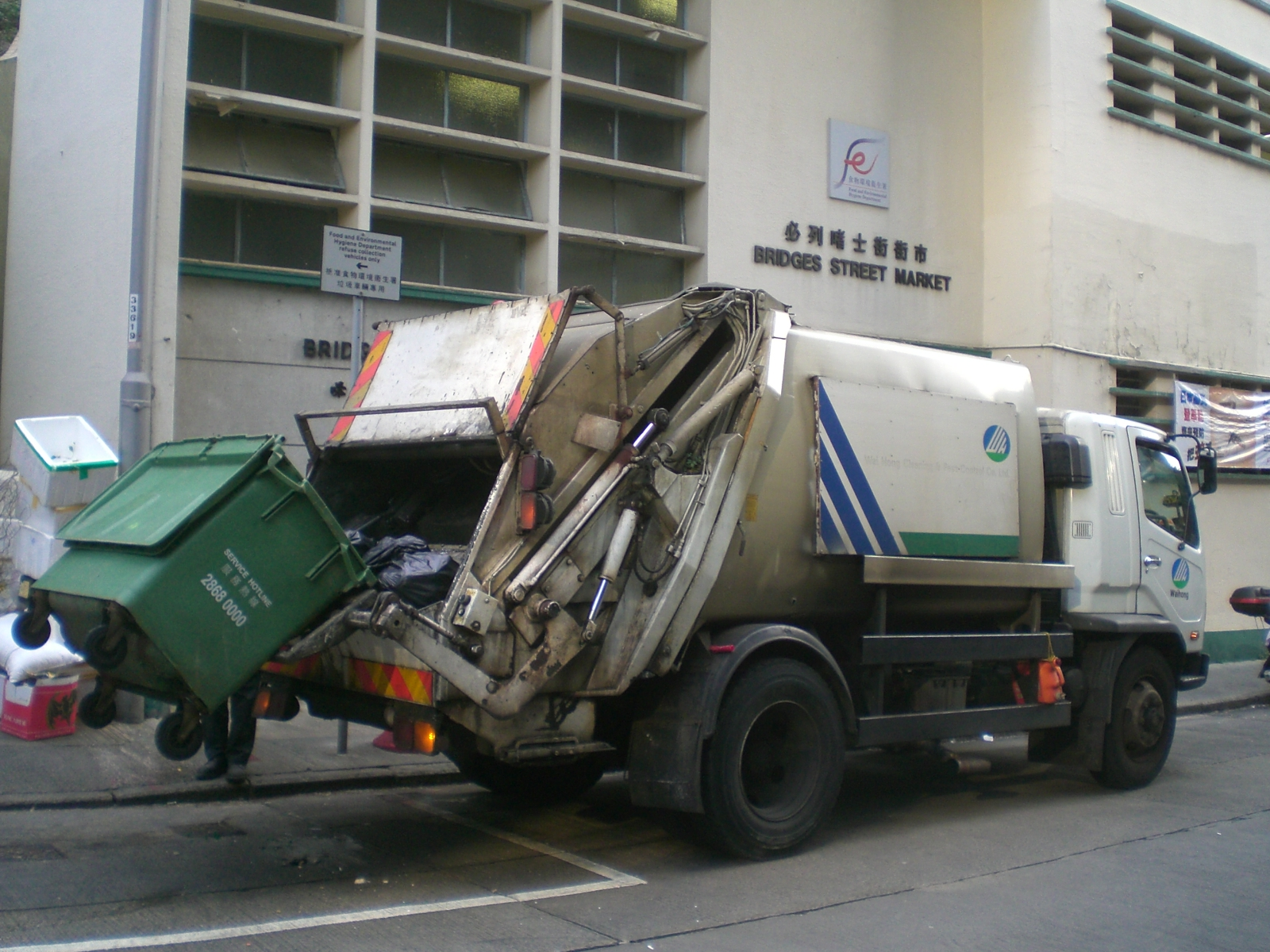
在垃圾站的垃圾車時間

垃圾站，又名垃圾收集站，是收集垃圾的中途站，也是物料回收的中轉站。交廢料來的是附近的居民、住宅和商廈的垃圾收集員等。
以前的垃圾是堆放式，為方便回收物流管理和運輸成本，所以有垃圾桶和垃圾籮等的盛器。
在垃圾站內，回收物料會被分類，有價值的如金屬、紙皮、二手衣服或者古董等，會由清潔工人抽起，交二手市場、收買者或回收商，作額外收入，俗稱「下欄」。亦有拾荒者和垃圾搜尋者會到垃圾站拾取他們認為有價值而被棄置的物品。
近年社會認知提倡環保、資源回收再利用和家居垃圾分類計劃，所以回收物料分類的工序，已經提前在生產垃圾的源頭進行，即是垃圾站之流程前進行。
垃圾站有異於垃圾堆放場，前者在社區之內，地方較少，後者在市區之外圍，有些又稱為垃圾堆填區。非露天的垃圾站通常是政府建築物，非公共空間，所以自由人個體戶式的「拾荒者」和「垃圾搜尋者」是不許進入，尤其此舉影響垃圾站職員的「下欄」，除非經投標，垃圾分類工序交指定的收買者。
每年新年期間所有垃圾站也會依照各縣市環境保護局規定，會另外新增定點收運服務。
根據香港衞生署的意見，環境中的臭味除會令人感到煩燥不安外，亦可能會導致頭痛、噁心，甚至呼吸不暢順等。因此，香港食環署一直有關注垃圾收集站的運作，以確保環境衞生，並且不會散發臭味。

## 参見
- 垃圾車